# Setornis criniger
Setornis criniger é uma espécie de ave da família Pycnonotidae. É a única espécie do género Setornis.
Pode ser encontrada nos seguintes países: Brunei, Indonésia e Malásia.
Os seus habitats naturais são: florestas subtropicais ou tropicais húmidas de baixa altitude e pântanos subtropicais ou tropicais.
Está ameaçada por perda de habitat.